# Finta trippa
La finta trippa è una preparazione diffusa in molte regioni italiane, specialmente in Lombardia e nelle regioni centrali, consistente in listarelle di frittata ripassate in una salsa di pomodoro leggera. Pur non contenendo la trippa tra gli ingredienti, tale preparazione la ricorda nell'aspetto.

## Varianti
Della finta trippa esistono diverse varianti regionali. Lo confermano, ad esempio, la busecca (o buseca) matta lombarda, che può contenere formaggio grana, pancetta, e cipolle bianche, la frittata trippata toscana e le uova in trippa laziali, dove figurano il pecorino, la menta romana e il prezzemolo.